# 검은반점쿠스쿠스
검은반점쿠스쿠스(Spilocuscus rufoniger)는 쿠스쿠스과에 속하는 유대류의 일종이다. 쿠스쿠스과 중에서 곰쿠스쿠스 다음으로 큰 종이다. 비교적 다채로운 색을 띠며, 뉴기니 북부 지역 숲에서 발견된다. 사냥과 서식지 감소로 멸종 위협을 받고 있으며, 분포 지역의 상당 부분이 이미 사라졌다. 국제 자연 보전 연맹(IUCN)이 멸종위급종(CR, Critically Endangered Species)로 분류하고 있다.